# Enceinte d'Ath
L'enceinte d'Ath est un ancien ensemble de fortifications qui protégeait la ville d'Ath, disposant de plusieurs enceintes successives prenant leur origine au Moyen Âge puis modernisées au XVIIe siècle par Vauban et dont le démantèlement partiel débute  en 1745.

## Contexte historique
À la mort de la duchesse de Bavière,dernière comtesse de Hainaut,  le comté  est intégré dans une construction politique moderne, les Pays-Bas bourguignons, le duc de Bourgogne règne sur un territoire dont l'extension maximale atteindra les Dix-Sept Provinces. Au XVIe siècle, ces territoires font partie des Pays-Bas espagnols, lors du partage de son empire par Charles Quint entre l'Espagne et l'empire. Au XVIe siècle, les guerres de religion et la révolte des provinces du Nord aboutissent à la séparation en deux entités distinctes et à la création des Provinces-Unies des Pays-Bas. Au XVIIIe siècle le territoire est rattaché, après les multiples guerres de Louis XIV et notamment la guerre de succession d'Espagne, à l'Autriche, il sera convenu de le désigner par le terme historiographique de Pays-Bas autrichiens. Malgré ces multiples modifications de régimes et les modifications territoriales, une certaine unité subsiste dans l'administration du pays, puisque les souverains règnent  dans le cercle de Bourgogne (et notamment en Hainaut), en vertu du titre de Comte  féodal  (comte de Hainaut) et de duc de Lothier . Les Pays-Bas autrichiens (Belgique, Luxembourg (G.D.), sans la principauté ecclésiastique de Liège) disposent néanmoins d'un système de gouvernement, relativement autonome et centralisé, et ce depuis la fin du XVe siècle.
Ath, ville du comté de Hainaut depuis le haut Moyen Âge est  le siège d'une administration militaire comtale vendue à Baudouin IV comte de Hainaut, le symbole du pouvoir féodal: la Tour Burbant, la ville est entourée de deux murailles successives depuis le XIVe siècle, et par trente tours dont les noms de certaines d'entre elles sont énumérés par C. Bertrand,dans son histoire de la ville. Cette muraille est protégée, dès la première moitié du XVIIe siècle (époque espagnole), par des ouvrages extérieurs destinés à couvrir les trois portes.

## La première enceinte médiévale (XIVesiècle)

### Contexte
Place stratégique à la confluence des deux bras de la Dendre, Ath devient au XIIe siècle une place frontière importante du Comté de Hainaut face au Comté de Flandre avec la construction du château comtal (Tour Burbant) comprenant son donjon ainsi que la haute et basse cour. La place perd cependant son importance en 1191 à la réunion des comtés Hainaut et de Flandre à la suite du mariage de Baudouin V de Hainaut et Marguerite d'Alsace en 1169, celle-ci héritant de la Flandre à la mort de son frère Philippe mais avec le déclenchement de la guerre de succession de Flandre et du Hainaut au cours du XIIIe siècle et la scission des deux comtés, la ville redevient une place frontière face au comté de Flandre.

### Construction

Plan de la première enceinte en rouge. En bleu foncé la Dendre Orientale, en bleu clair la Dendre Occidentale, 1 porte de Brantignies, 2 porte des Moulin, 3 porte du Gadre, a. château comtal, b. Grand-Place.

Au début XIVe siècle, la ville d'Ath ne comporte aucune enceinte urbaine et est toujours défendue par le château comtal, une première enceinte est construite au cours de la première moitié du XIVe siècle (elle est attestée en 1350). Partant des faces nord et sud du château comtal, l'enceinte suit le tracé des deux bras de la Dendre Orientale qui sert également de douves, l'enceinte est percée de trois portes au nord-ouest la porte de Brantignies du nom du village devenu faubourg, à l'est la porte des Moulins jouxtant le moulin Banal et au sud la porte du Gadre.

## L'enceinte bastionnée (1668-1674)

### Contexte
La ville sera fortifiée par Vauban, lors des guerres de la seconde moitié du siècle de Louis XIV. Ce dernier est lieutenant des gardes en 1667 lorsqu'il arrive en ville et ingénieur militaire depuis 1655, et ce grâce au soutien du marquis de Louvois (1641-1691), secrétaire d'État à la guerre, et de Louis-Nicolas de Clerville (1610-1677), commissaire général aux fortifications.

### Construction

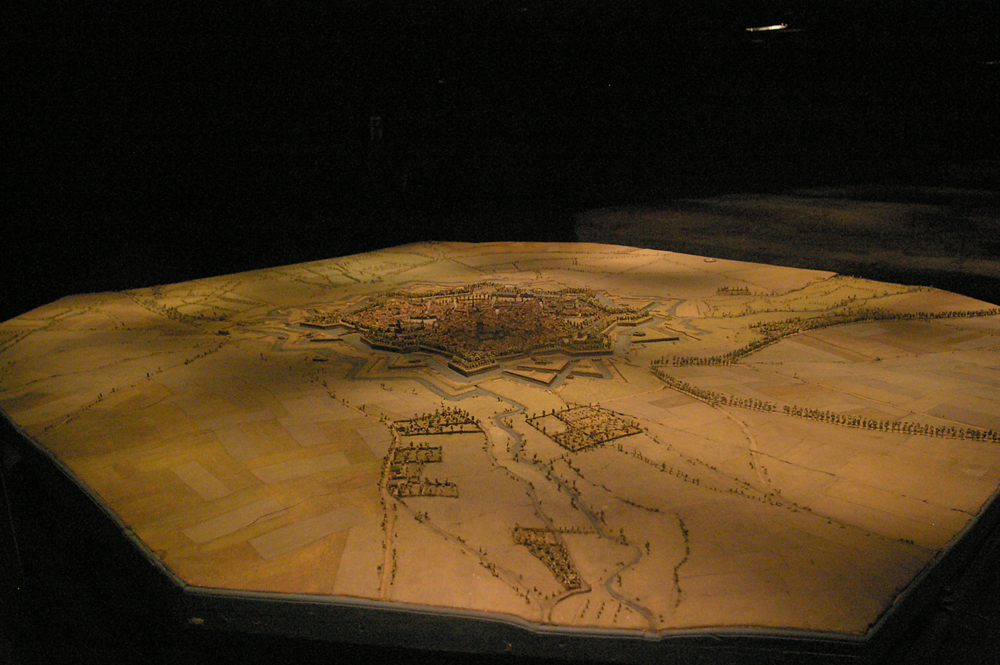
Plan-relief d'Ath, Palais des Beaux Arts de Lille.

Les travaux de fortification se déroulent de 1668 à 1674. La première pierre est posée le 22 février 1669 et très vite, les murs s'élèvent sur trois kilomètres et demi de la fortification. L'année 1669 est décisive pour la construction et la mise en place de la forteresse. L'année 1670 voit l'achèvement de la place, une épidémie de peste et la visite de Louis XIV et de La Cour de France. L'année 1671 voit l'achèvement des portes, écluses et batardeaux. La construction des bâtiments militaires est entreprise avec l'arsenal et les magasins à poudre. L'année 1671 voit s'achever les gros travaux tels que les sept tenailles et les fossés approfondis. Les constructions se terminent entre années 1672 et 1674.

### Description
« Ath a l'aspect d'un octogone avec huit bastions séparés par des courtines. Celles-ci sont protégées par des tenailles. La tenaille est double entre le bastion de Flandres et de Brabant, elle est absente face à la porte de Tournai. Des demi-lunes protègent également la courtine devant les tenailles. La demi-lune, face à la porte de Mons, est renforcée de deux lunettes. L'octogone est aplati à l'ouest et forme une ligne droite face au Mont Feron. Le mur d'escarpe a une hauteur de dix mètres et trois mètres d'épaisseur et renforcé de contreforts et des écluses. L'ensemble des constructions est entouré de fossés de 40 mètres de largeur et d'une profondeur de 4 mètres environ. La Dendre occidentale forme un avant-fossé à l'ouest face au Mont Feron. Venant de la campagne un glacis assure la liaison avec la ville, il débouche sur un chemin couvert protégé par une palissade et qui forme à différents endroits, une place d'armes à l'avant du fossé ; la contre-escarpe fait face à l'escarpe de l'autre côté du fossé. »

— Jean-Pierre Ducastelle, ,.

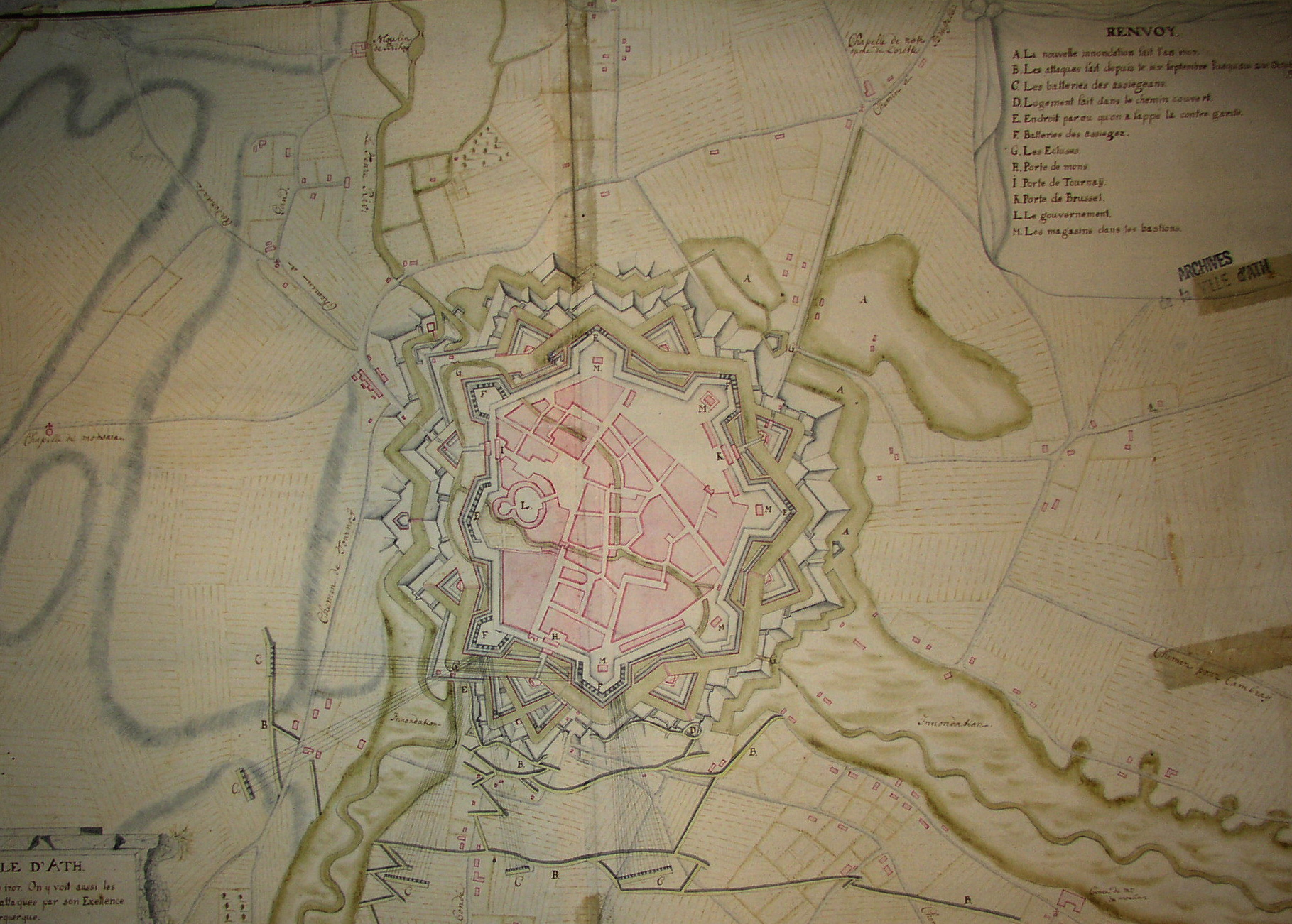
Fortifications d'Ath en 1707.

Ce type de fortification a été mis au point pour faire face au développement de l'artillerie et aux bombardements massifs lors des sièges des villes.

#### Casernes
Trois casernes pour abriter les soldats sont construites en 1673 et 1674 :
- la caserne de Bruxelles bordant la porte du même nom ;
- la caserne des Capucins au bout de la rue des Hauts-Degrés bordant l'Esplanade en face du couvent des Capucins ;
- la caserne Saint-Roch le long de la courtine entre les bastions de Bourgogne et Namur.

Les trois portes de la ville peuvent aussi abriter et loger des soldats et des troupes de passage, trois grandes chambres (200 hommes), corps de garde (60 hommes et 16 chevaux). Malgré la présence de cette infrastructure, les habitants ont encore la charge du logement des troupes (quelques centaines, sans exemption, et même dans les couvents) et la ville a établi des règlements pour le logement de ces derniers, ceci afin d'éviter les problèmes inhérents à ce genre de situation. La ville fait parfois camper les soldats sur la place d'armes, sur la Grand-Place… Lors du siège de 1745, le magistrat de la Ville écrira au Roi, pour obtenir une aide pour reconstruire les casernes, alors que les bourgeois sont surchargés par les logements de gens de guerre.

#### Autres bâtiments
Les bâtiments militaires ont été construits par Vauban, notamment un arsenal dans la basse-Cour du Château fortifié, bourg médiéval et deux arsenaux dont un aurait brûlé, lors du siège précité et trois magasins à poudre dans les bastions de Limbourg, de Namur et Hainaut (300 barils de poudre dans un bâtiment voûté à l'épreuve des bombes, chacun), un seul est encore en fonction en 1755.

## L'enceinte auXVIIIesiècle

### Des travaux des fortifications en prévision de la guerre de succession d'Autriche...
La mort de l'empereur des romains, Charles VI devait apporter à son héritière, l'impératrice Marie-Thérèse, de graves difficultés, causer une problématique de droit constitutionnel en Autriche, se répercuter sur l'élection de l'empereur des romains (Saint Empire romain Germanique), et finalement causer une guerre dans l'Empire et en Europe, une guerre aux multiples fronts parfois fort éloignés.
Les Pays-Bas, un temps éloignés de la guerre, préparent leurs forteresses, ces travaux ont été étudiés par J. Dugnoille, grâce aux rapports des fortifications des contrôleurs de la place d'Ath, rendus aux conseils des Finances, organe de gouvernement suprême des Pays-Bas autrichiens, à Bruxelles.
E. Ouverleaux affirme que la seule modification structurelle, apportée au système de défense prévu par Vauban, a consisté à édifier une série de contre-garde, élément couvrant le bastion, en deçà du glacis. Les premières constructions concernent les bastions de Flandres et d'Artois et sont antérieures au travail de Simon de Bauffe, qui deviendra ingénieur en chef de sa Majesté. Les autres ouvrages ont été construits, élargis et sans cesse rehaussés, sous la direction de Simon de Bauffe, puis de son neveu, Robert Spalart. Outre cet article remarquablement étudié par J. Dugnoille, dans son analyse des différents rapports des directeurs des fortifications rendus au Conseil des finances, de nombreux travaux de réparation de la place forte ont été rendus nécessaires, probablement par l'état de vétusté de la fortification laissée sans réel soin de 1697 à 1730. En effet, J. Dugnoille note que les réparations aux brèches des bastions de Namur et Luxembourg, les réparations à l'arsenal, aux magasins à poudre, aux corps de garde se sont étalés jusqu'en 1725. Ensuite des réparations seront encore réalisées pour réparer des toitures aux bâtiments publics (tempête), à la structure de la forteresse (certains éléments s'effondrent et permettent ainsi la récupération des matériaux). L'inondation et le système des écluses ont également retenu l'attention des ingénieurs athois,,.

## AuXIXesiècle
Un bâtiment de l'ancienne Porte de Mons est toujours présent en 1858 lorsque l'Administration des Chemins de fer de l’État procède à son appropriation à l'usage de magasin (transformation en halle à marchandises).